# Jimmy Jones (Tennisspieler)
Clarence Medlycott „Jimmy“ Jones (* 10. Juli 1912 in Norwood, London; † 22. März 1986 in London) war ein britischer Tennisspieler und Autor aus England.

## Karriere
1935 gewann Jones den ATP Queen’s Club, wobei er sich aber mit Wilmer Allison den Titel teilen musste. Bei den Wimbledon Championships 1936 im Herreneinzel erreichte er das Achtelfinale, in dem er wiederum auf Wilmer Allison traf und unterlag.
Nach dem Ende seiner Karriere verfasste er zahlreiche Tennis-Bücher.

## Werke
- Clarence Medlycott Jones: Winning Bowls. S.Paul, 1965
- Clarence Medlycott Jones: The Watney Book of Bowls. Queen Anne Publishing, 1967
- Clarence Medlycott Jones: Tennis: How to Become a Champion. Faber & Faber, 1968, ISBN 978-0-571-08435-7
- Clarence Medlycott Jones: Your Book of Tennis. Faber & Faber, 1970, ISBN 978-0-571-08767-9
- Clarence Medlycott Jones: Match-Winning Tennis: Tactics, Temperament and Training. Faber & Faber, 1971, ISBN 978-0-571-09289-5
- Owen Davidson, Clarence Medlycott Jones: Great Women Tennis Players. Pelham Bks, 1971, ISBN 978-0-7207-0460-0
- Clarence Medlycott Jones: Improving Your Tennis: Strokes and Techniques. Faber & Faber, 1973, ISBN 978-0-571-10148-1
- Angela Buxton, Clarence Medlycott Jones: Play Better Tennis. Collins, 1974, ISBN 978-0-00-103311-5
- Clarence Medlycott Jones: Tennis Guide. Littlehampton Book Services Ltd, 1975, ISBN 978-0-600-38714-5
- Clarence Medlycott Jones: Starting Tennis. Littlehampton Book Services Ltd, 1975, ISBN 978-0-7063-1972-9
- Judy Hashman, Clarence Medlycott Jones: Starting Badminton. Littlehampton Book Services Ltd, 1977, ISBN 978-0-7063-5126-2
- Clarence Medlycott Jones: How to Play Tennis. Book Sales, 1979, ISBN 978-0-89009-192-0
- Angela Buxton, Clarence Medlycott Jones: Winning Tennis: Doubles Tactics. Littlehampton Book Services Ltd, 1980, ISBN 978-0-7063-5089-0
- Clarence Medlycott Jones: Tennis (Play the Game). Hamlyn, 1984, ISBN 978-0-600-50017-9